# 아른
주식회사 아른(영어: ARRNN)은 대한민국의 킥보드 및 유아의류 기업이다.

## 역사
- 2009년 7월 1일: 법인 설립
- 2023년: 주식회사 아른으로 사명 변경 및 (주)지오인포테크이노베이션, (주)아프리콧스튜디오 합병[2]
- 2024년: 주관사를 키움증권으로 상장 신청
- 2025년 2월 10일: 상장 철회[3]